# NGC 6918
NGC 6918 (другие обозначения — PGC 64851, ESO 234-40, FAIR 345, IRAS20272-4738) — галактика в созвездии Индеец.
Этот объект входит в число перечисленных в оригинальной редакции «Нового общего каталога».